# Административное деление Нижнего Новгорода
Нижний Новгород, административный центр Нижегородской области и город областного значения, включает административно-территориальные образования: 8 внутригородских районов, а также 2 сельсовета (Берёзовопойменский, Новинский) и 1 курортный посёлок (Зелёный Город).
Неофициально город делится также на 2 части — Нагорную и Заречную. В Нагорной части расположены 3 района, в Заречной части — 5. Части города сформированы по двум берегам Оки. Такое деление образовало два, загруженных транспортом, центра — историческую часть с Кремлём и район ярмарки с вокзалом. Районы разделены на микрорайоны, сформировавшиеся на различных исторических территориях.
Нижнему Новгороду подчинены 20 населённых пунктов, в том числе: 
- 1 курортный посёлок Зелёный Город (территориально относится к Нижегородскому району);
- 1 посёлок Берёзовая Пойма, образующий Берёзовопойменский сельсовет Московского района;
- 7 сельских населённых пунктов, входящих в Новинский сельсовет (территориально относится к Приокскому району):
  - посёлки: Новинки, Кудьма
  - деревни: Комарово, Кусаковка, Новопавловка, д. Ромашково, Сартаково
- 11 сельских населённых пунктов, которые относятся непосредственно к трём внутригородским районам:
  - посёлки: Луч, учхоза «Пригородный»;
  - деревни: Бешенцево, Ближнее Константиново, Кузнечиха, Ляхово, Мордвинцево, Новая, Новопокровское, Ольгино;
  - слобода Подновье.

В рамках организации местного самоуправления, город образует муниципальное образование город Нижний Новгород со статусом городского округа , в состав которого помимо самого Нижнего Новгорода и входят 20 населённых пунктов (1 городской и 19 сельских).

## Административно-территориальные образования
Заречная часть:
- 1 Московский район и Берёзовопойменский сельсовет
- 2 Сормовский район
- 3 Канавинский район
- 4 Ленинский район
- 5 Автозаводский район

Нагорная часть:
- 6 Приокский район и Новинский сельсовет
- 7 Советский район
- 8 Нижегородский район и курортный посёлок Зелёный Город

| № | Административно-территориальное образование     | Население в черте города (чел.) | Сельское население (чел.) | Всего население (чел.) | Площадь (км²) | Населённые пункты в составе                                                             |
| - | ----------------------------------------------- | ------------------------------- | ------------------------- | ---------------------- | ------------- | --------------------------------------------------------------------------------------- |
| 1 | Московский район                                | ↗114 688                        | 978                       | ↗114 688               | 59            | п. Берёзовая Пойма                                                                      |
| 1 | Березовопойменский сельсовет Московского района | —                               | 978                       | ↗114 688               | 59            | п. Берёзовая Пойма                                                                      |
| 2 | Сормовский район                                | ↘158 201                        | 0                         | ↘158 201               | 100           |                                                                                         |
| 3 | Канавинский район                               | ↘145 844                        | 0                         | ↘145 844               | 48            |                                                                                         |
| 4 | Ленинский район                                 | ↘130 035                        | 0                         | ↘130 035               | 27            |                                                                                         |
| 5 | Автозаводский район                             | ↘291 520                        | 0                         | ↘291 520               | 101           |                                                                                         |
| 6 | Приокский район                                 | ↗104 385                        | 2500                      | ↗104 385               | 40            | д. Бешенцево д. Ближнеконстантиново д. Ляхово д. Мордвинцево д. Ольгино п. Луч          |
| 6 | Новинский сельсовет                             | —                               | 11 334                    | ↘11 334                | 49            | п. Новинки д. Комарово п. Кудьма д. Кусаковка д. Новопавловка д. Ромашково д. Сартаково |
| 7 | Советский район                                 | ↗146 549                        | 1113                      | ↗146 549               | 35            | д. Кузнечиха д. Новопокровское п. учхоза «Пригородный»                                  |
| 8 | Нижегородский район                             | ↗130 043                        | 1430                      | ↗130 043               | 34            | д. Новая сл. Подновье                                                                   |
| 8 | Курортный посёлок Зелёный Город                 | —                               | 0                         | ↘2044                  | 33            | курортный посёлок Зелёный Город                                                         |
|   | город Нижний Новгород, всего                    | ↘1 198 245                      | 0                         | ↘1 198 245             | 411           |                                                                                         |
|   | городской округ, всего                          | ↘1 198 245                      | 17 341                    | ↘1 222 172             | 515           |                                                                                         |

## Части
Условно город делится на 2 части, включающие районы, которые, в свою очередь, подразделяются на микрорайоны или посёлки.
Нагорная часть охватывает районы города:
- Нижегородский
- Приокский
- Советский

Наго́рная (Ве́рхняя) часть Ни́жнего Но́вгорода — одна из двух исторических частей, на которые река Ока делит Нижний Новгород. Это часть города расположена на высоком правом берегу Оки (в отличие от расположенной в низине Заречной части), вокруг кремлёвского холма. Перепад высот между Нагорной и Заречной частями города составляет более 100 метров. В Нагорной части города расположен административный и исторический центр (в Нижегородском районе), отсюда началось развитие города. В конце XVIII века Нагорная часть перестроена по регулярному плану.
Заречная часть охватывает районы города:
- Автозаводский
- Канавинский
- Ленинский
- Московский
- Сормовский

Заре́чная (Нижняя) часть Нижнего Новгорода — одна из двух исторических и организационных частей, на которые делится Нижний Новгород, расположенная по левому берегу Оки. Это низинная часть города (в отличие от расположенной на холмах Нагорной), во время весеннего таяния льдов её посёлки часто заливаются водой.
История частей
Исторически понятие «Нижний Новгород» относилось только к так называемой «Нагорной» части города, расположенной на холмах между Окой и Волгой. Однако к началу-середине XIX века началось освоение и территорий за Окой: на территории Заречной части располагалась Нижегородская ярмарка, крупнейшая в России, а также в 1862 году был построен Московский вокзал, связавший город с Владимиром и Москвой и многократно увеличивший торговый оборот ярмарки.
Официально в состав Нижнего Новгорода эта территория вошла только после революции. В 1919 году Канавино получило статус города, а Сормово в 1922 году. Районами города они стали в 1928 году. Первый капитальный мост, Канавинский, связал Заречный и Нагорный районы города в 1933 году.
В 1932 году Заречная часть расширилась благодаря строительству первенца пятилетки — Горьковского автозавода и создания Автозаводского района. С 1941 по 1943 год Автозавод выпускал военную продукцию для фронта, в связи с чем его неоднократно бомбили Люфтваффе. В 1985 году на территории Заречной части города был введён в эксплуатацию Нижегородский метрополитен.
К Заречной части относятся пять районов Нижнего Новгорода: Канавинский, Ленинский, Автозаводский, Сормовский и Московский.
Хотя к настоящему времени различия между двумя составляющими города в этом вопросе несколько сгладились (с развитием новых районов Нагорной части), Заречная часть — основное средоточие спальных районов и промышленных зон города.

## История

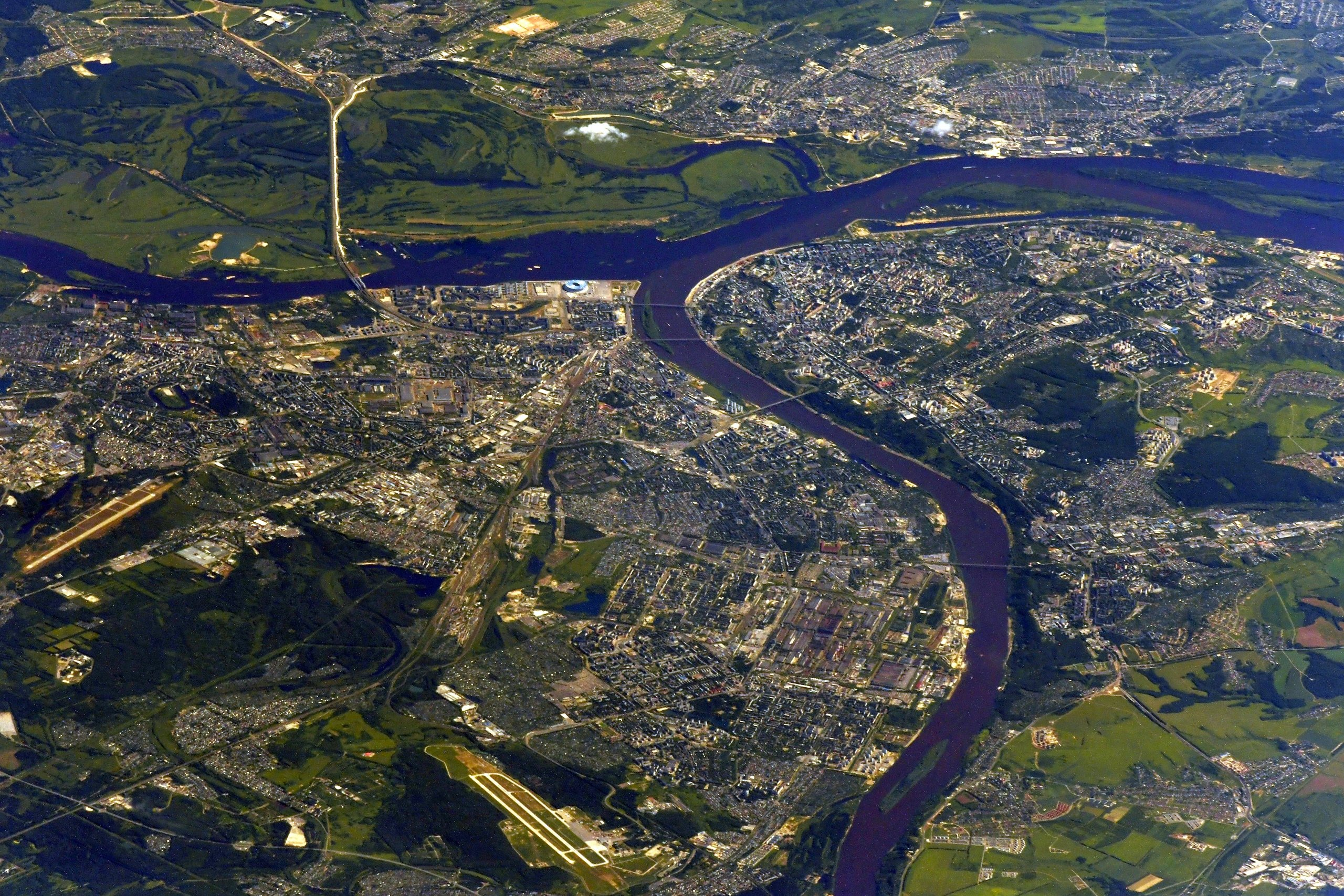
Вид Нижнего Новгорода с борта МКС

Исторический центр города (почти полностью находящийся в настоящее время на территории Нижегородского района) издавна делился на несколько частей: Кремль на Часовой горе, Верхний посад, прилегающий к Кремлю с юга, Нижний посад на берегу Волги и Оки, Започаинье на противоположном Верхнему посаду берегу реки Почайны, Гребешок (Ярилина гора), Новая Стройка к югу от Большого острога, с юга и юго-востока ограниченная улицей Белинского — старой границей города, и слободы Благовещенскую, Панскую, Акулинину, Солдатскую).
27 мая 1930 года Нижний Новгород был разделён на 3 района — Свердловский, Канавинский и Сормовский. В сентябре 1931 года был образован Автозаводский район.
21 февраля 1935 года из Свердловского района были выделены Куйбышевский и Мызинский районы, а Канавинский район разделён на Ленинский и Сталинский. 10 марта 1936 года Мызинский район был переименован в Ворошиловский.
1 июля 1936 года из Свердловского района был выделен Ждановский район, а из частей Сормовского и Сталинского образован Кагановический район.
4 мая 1941 года из частей Кагановического и Ленинского районов был создан Кировский район.
12 июня 1945 года из частей Сталинского и Кировского районов был создан Железнодорожный район.
20 июля 1945 года из Сталинского района выделен Канавинский район. Одновременно был расформирован Кагановический район, его территория была возвращена в Сталинский и Сормовский районы.
8 мая 1956 года Железнодорожный район был присоединён к Канавинскому, Кировский — к Ленинскому, Сталинский — к Сормовскому. Ворошиловский и Ждановский районы были объединены в Приокский район, а Свердловский и Куйбышевский — в Советский (совр. Нижегородский).
9 декабря 1970 года был образован Московский район (из частей Сормовского и Канавинского районов), из Советского района был выделен Нижегородский район , а оставшуюся часть Советского района пополнили территориями, изъятыми у Приокского района.